# 瓦尔海姆
瓦尔海姆（德語：Walheim，發音：[ˈvaːlˌhaɪm]）是德国巴登-符腾堡州斯图加特行政区路德维希堡县的市镇，面积6.14平方千米，2023年12月31日人口为3,349人。